# Christoph Friedrich Kausler
Christoph Friedrich Kausler  (* 8. Mai 1760 in Tübingen; † 5. Februar 1825 in Stuttgart) war ein deutscher Mathematiker und Lehrer.

## Leben
Kausler besuchte die Hohe Karlsschule in Stuttgart und war an dieser Schule 1794 als Lehrer tätig. Er unterrichtete in den Fächern französische Sprache und Mathematik sowie in den Naturwissenschaften. Später war er Privatlehrer. Bekannt wurde er durch seine Veröffentlichungen zur Arithmetik und Algebra. Mehrere seiner Veröffentlichungen erschienen in Sankt Petersburg in der Zeitschrift der Kaiserlichen Akademie Novo Acta Academiae Scientiarum Imperialis Petropolitanae, wodurch er in Russland bekannt wurde.
1797 wurde er zum korrespondierenden Mitglied der Russischen Akademie der Wissenschaften in Sankt Petersburg gewählt. Ab 1798 war er Ehrenmitglied der Akademie.
Nach Ende seiner Tätigkeit als Lehrer wechselte er in den Verwaltungsdienst und war zuletzt Oberamtmann in Ochsenburg.

## Schriften (Auswahl)
- Die Lehre von den Continuirlichen Brüchen, nebst ihren vorzüglichsten Anwendungen auf Arithmetik und Algebra vollständig abgehandelt. Franz Christian Löflund, Stuttgart 1803, S. 168.
- Das Uflackerische Exempelbuch der Algebra. Schwan und Götz, Heidelberg, Mannheim 1806, S. 164.
- Die wichtige Lehre von den Logarithmen und ihrem Gebrauche. Cotta, Tübingen 1808, S. 251.